# Jamanaka Rjószuke
Jamanaka Rjószuke (山中 亮輔; Hepburn: Yamanaka Ryōsuke) (Kasiva, 1993. április 20. –) japán válogatott labdarúgó.

## Klub
A labdarúgást a Kashiwa Reysol csapatában kezdte, ahol 2012 és 2016 között játszott a nagycsapatban. 2014-ben a JEF United Chiba csapatához, míg 2017-ben a Jokohama F. Marinos csapatához szerződött, ahol 54 bajnoki mérkőzésen lépett pályára és 5 gólt szerzett. 2019-ben az Urava Red Diamonds csapatához igazolt.

## Nemzeti válogatott
2018-ban debütált a japán válogatottban. 

## Statisztika
| Japán válogatott | Japán válogatott | Japán válogatott |
| Időszak          | Mérk.            | gól              |
| ---------------- | ---------------- | ---------------- |
| 2018             | 1                | 1                |
| Összesen         | 1                | 1                |